# KFUM-Spejderne i Danmark
KFUM-Spejderne i Danmark är Danmarks näst största scoutförbund efter Det Danske Spejderkorps. Förbundet som bedriver scouting på kristen grund har 24 000 medlemmar i hela Danmark och är medlem i Fællesrådet for Danmarks Drengespejdere (FDD) och därigenom också i Världsorganisationen för Scoutrörelsen World Organization of the Scout Movement (WOSM), dock inte världsflickscoutsamfundet WAGGGS. KFUM stod ursprungligen för Kristlig Forening for Unge Mænd men detta ändrades efter att förbundet öppnades upp för flickor och kvinnor till Kristlig Forening for Unge Mennesker. Under KFUM-Spejderne sorterar också Missionsforbundets Spejdere (MS) och Metodistkirkens spejdere i Danmark (MS).

## Historia
KFUM-Spejderne i Danmark grundades 1910 av Jens Grane och fungerade under åren 1912-1916 som en självständig division under Det Danske Spejderkorps (DDS) men har därefter agerat som eget förbund. 1916 ordnades och förbundets första scoutläger med 126 deltagare av de 504 som då var medlemmar i KFUM-Spejderne. De första kårerna med både flickor och pojkar godkändes 1972 och sedan 1982 är hela förbundet öppet för båda könen.

## Åldersgrupper
- Familiespejder (3-5 år)
- Bæver (6-7 år)
- Ulv (8-9 år)
- Junior (10-11 år)
- Tropspejder (12-14 år)
- Seniorspejder (15-16 år)
- Rovere (17 år-)